# 朱红小囊皮菌
朱红小囊皮菌（学名：Cystodermella cinnabarina）是伞菌科小囊皮菌属的一种担子菌。子实体小型，具有独特的浅红色粗糙菌盖，发生于全世界的针叶林和落叶林中 。 在2002年之前，本种曾归属于囊皮菌属，因而有异名及。

## 分类
该物种最初在1805年被德国植物学家约翰内斯·巴普蒂斯塔·冯·阿尔贝蒂尼和美国人刘易斯·戴维·德·史威尼茨描述为Agaricus granulosus var. cinnabarinus。 本种亦被称为Agaricus terreyi（ Berkeley and Broome ，1870）、Armillaria cinnabarina（ Kauffman） ，1922）、Lepiota cinnabarina） （ Karsten ，1914）、 以及Cystoderma terreyi（ Harmaja ，1978）。

## 描述

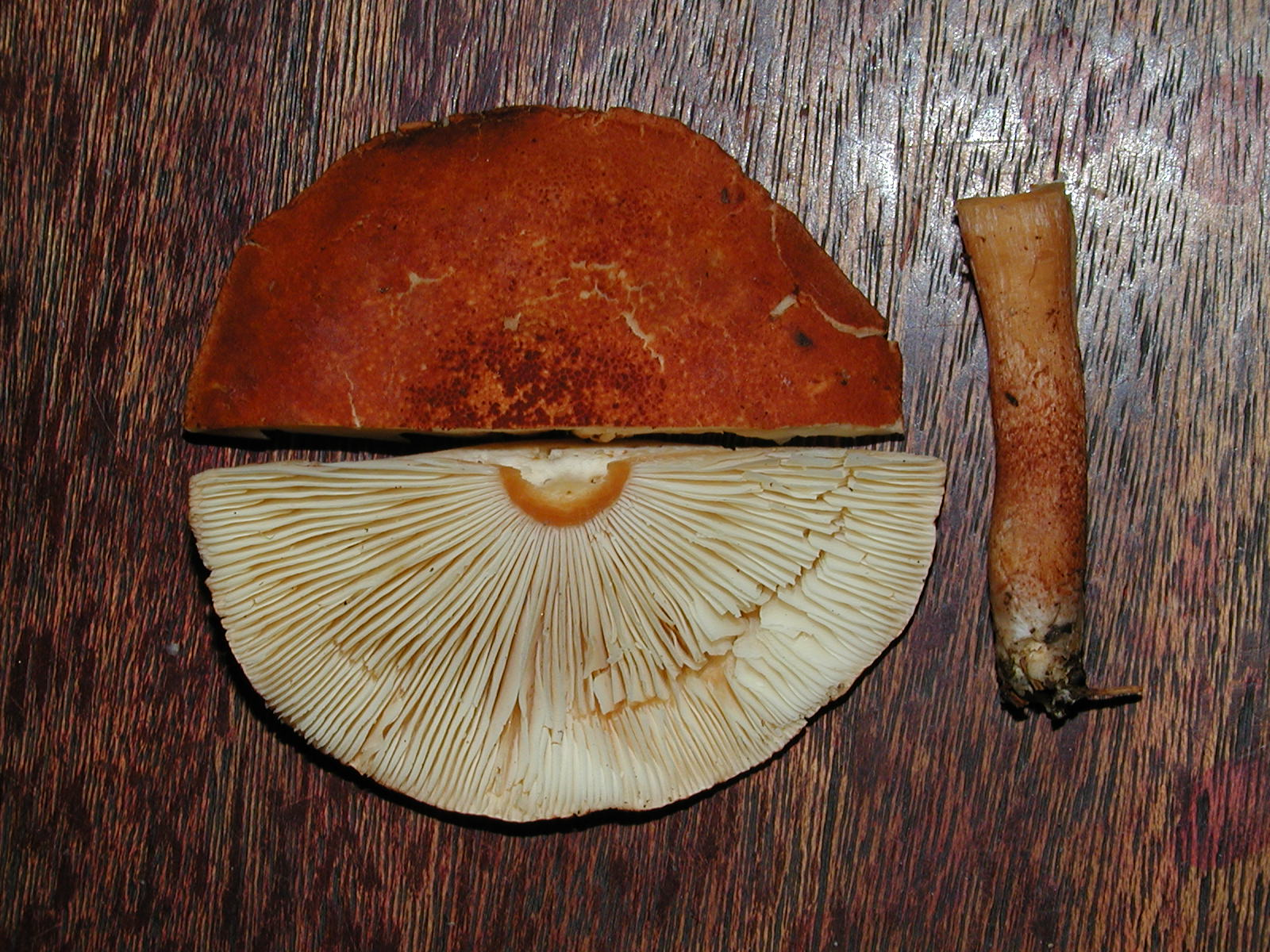
菌盖、菌褶与菌柄一览。

朱红小囊皮菌的菌盖最初为半球形，随成熟而变凸，最终变平，直径可达8cm（3.1英寸）。表皮朱红色，砖红色或锈橙色，密被细小颗粒。 菌肉白色至苍白，有温和的蘑菇味，几乎无气味。 菌褶白色至乳白色，致密，微缺或贴生。细棉状的菌幕覆盖着未成熟标本的菌褶，撕开后留下一枚精致的菌环 。菌环上方菌柄为白色，下方为鳞片状，深橙色。菌柄最大高度6cm（2.4英寸），最大直径1.5cm（0.6英寸），有时中空且于基部膨大成球状。

### 微观特征
朱红小囊皮菌的担孢子呈椭圆形，透明，非淀粉质，尺寸3.5-5×2.5-3.5μm。孢子印白色。担子(产孢构造)棒状，17-24×4-5μm。 本种总是具有称为“褶缘囊状体”的细胞，呈矛状，存在于菌褶边缘。此微观特征可以帮助区分本种与颜色相似的C.<span typeof="mw:Entity" id="mwVg">&nbsp;</span>adnatifolia和 C. granulosa，它们也具有非淀粉质孢子，但缺乏囊状体.
囊皮菌属的许多种(包括橙色菌盖的种类，如皱盖囊皮菌)通常具有淀粉质孢子,与具有非淀粉质孢子的本种以及小囊皮菌属各种形成对比。这是通过使用淀粉样反应中的化学试剂对组织进行染色来确定的—小囊皮菌属所有种都显阴性（孢子保持无色）。

## 生长分布
朱红小囊皮菌发生于针叶林和落叶林中的苔藓，草丛和枯枝败叶上 。作为一种腐生菌，它会分解死亡的有机物。其被记录发生于希腊与土耳其的松树 （ 欧洲黑松 ， 意大利石松 ）， 橡树 ， 云杉 （ 东方云杉 ）， 冷杉 （ 希腊冷杉 ）和栗树 （ 欧洲栗 ）下。 子实体于夏秋季单生或群生。 朱红小囊皮菌广泛分布于世界各地，包括亚洲，非洲，欧洲和北美，尽管在许多地方并不常见。  英国受威胁真菌的初步红色名录将朱红小囊皮菌列于IUCN“近危”状态下。

## 可食性
朱红小囊皮菌的可食性描述不一：从不可食（尽管无毒），到可食用（在某些地域，如香港）。